# Ріу-Гранді
Рі́у-Гра́нді (порт. Rio Grande) — муніципалітет у Бразилії, входить до складу штату Ріу-Гранді-ду-Сул.
Складова частина мезорегіону Південний схід штату Ріу-Гранді-ду-Сул. Входить в економіко-статистичний мікрорегіон Літорал-Лагунар. Займає площу 2 813,907 км².

## Історія
Місто і форт засновані 1737 року. Тут була столиця капітанії Ріо Гранде де Сан Педро з моменту її створення як окремої адміністративної одиниці в 1760 році.
12 травня 1763 місто було зайнято в ході військової експедиції іспанців під керівництвом знаменитого полководця і згодом, першого віцекороля Ріо-де-ла-Плата (віцекоролівство) Педро де Себайоса.
6 липня 1767 року після важких боїв іспанців витіснили з міста португальські війська. Адміністративний центр капітанії Ріо Гранде де Сан Педро перемістили звідси до Віамана 1766 року в зв'язку з іспанської окупацією.

## Населення
Населення муніципалітету на 2007 рік становила 194 351 особа.
Щільність населення — 69,0 осіб/км².

## Географія
Клімат місцевості: субтропічний. Відповідно до класифікації Кеппена, клімат належить до категорії Cfa.
| Клімат Ріу-Гранді                          | Клімат Ріу-Гранді | Клімат Ріу-Гранді | Клімат Ріу-Гранді | Клімат Ріу-Гранді | Клімат Ріу-Гранді | Клімат Ріу-Гранді | Клімат Ріу-Гранді | Клімат Ріу-Гранді | Клімат Ріу-Гранді | Клімат Ріу-Гранді | Клімат Ріу-Гранді | Клімат Ріу-Гранді | Клімат Ріу-Гранді |
| Показник                                   | Січ.              | Лют.              | Бер.              | Квіт.             | Трав.             | Черв.             | Лип.              | Серп.             | Вер.              | Жовт.             | Лист.             | Груд.             | Рік               |
| Абсолютний максимум, °C                    | 36,4              | 36,4              | 34,2              | 35,1              | 29,0              | 27,8              | 28,4              | 27,4              | 26,8              | 30,6              | 31,8              | 36,0              | 36,4              |
| Середній максимум, °C                      | 27,0              | 27,0              | 25,6              | 22,9              | 19,9              | 16,8              | 16,2              | 17,0              | 18,4              | 20,8              | 23,0              | 25,5              | 21,7              |
| Середня температура, °C                    | 23,3              | 23,5              | 22,2              | 19,3              | 16,4              | 13,3              | 13,0              | 13,8              | 15,3              | 17,5              | 19,5              | 21,8              | 18,2              |
| Середній мінімум, °C                       | 20,6              | 20,8              | 19,7              | 16,5              | 13,6              | 10,6              | 10,7              | 11,4              | 12,8              | 14,9              | 16,7              | 19,1              | 15,6              |
| Абсолютний мінімум, °C                     | 12,2              | 11,0              | 11,0              | 5,7               | 1,7               | 1,2               | 1,2               | 0,6               | 1,6               | 6,8               | 3,4               | 9,8               | 0,6               |
| Середня кількість сонячних годин на місяць | 266,5             | 214,1             | 210,5             | 192,3             | 175,1             | 126,6             | 135,8             | 156,5             | 153,7             | 209,4             | 228,2             | 269,6             | 2338,3            |
| Норма опадів, мм                           | 112.8             | 100.7             | 112.6             | 51.5              | 86.9              | 109.6             | 174.9             | 126.2             | 143.2             | 81.2              | 74.1              | 59.9              | 1233.6            |
| Днів з опадами                             | 8                 | 8                 | 8                 | 5                 | 6                 | 8                 | 10                | 8                 | 9                 | 7                 | 6                 | 5                 | 88                |
| Вологість повітря, %                       | 78.3              | 78.6              | 79.3              | 79.6              | 82.8              | 83.7              | 86.7              | 84.3              | 83.8              | 80.5              | 77.6              | 77.6              | 81.1              |
| ------------------------------------------ | ----------------- | ----------------- | ----------------- | ----------------- | ----------------- | ----------------- | ----------------- | ----------------- | ----------------- | ----------------- | ----------------- | ----------------- | ----------------- |
| Джерело: INMET                             |                   |                   |                   |                   |                   |                   |                   |                   |                   |                   |                   |                   |                   |

## Міста побратими
- Португалія, Агеда